# Collegio uninominale Sicilia 2 - 01 (2017)
Il collegio elettorale uninominale Sicilia 2 - 01 è stato un collegio elettorale uninominale della Repubblica Italiana per l'elezione della Camera dei deputati tra il 2017 ed il 2022.

## Territorio
Come previsto dalla legge elettorale italiana del 2017, il collegio era stato definito tramite decreto legislativo all'interno della circoscrizione Sicilia 2.
Era formato dal territorio di 14 comuni: Alì, Alì Terme, Fiumedinisi, Furci Siculo, Itala, Mandanici, Messina, Nizza di Sicilia, Pagliara, Roccalumera, Rometta, Saponara, Scaletta Zanclea e Villafranca Tirrena.
Il collegio era quindi interamente compreso nella città metropolitana di Messina.
Il collegio era parte del collegio plurinominale Sicilia 2 - 01.

## Eletti
| Elezione | Elezione | Deputato        | Partito               |
| -------- | -------- | --------------- | --------------------- |
|          | 2018     | Francesco D'Uva | Movimento 5 Stelle    |
|          | 2022     | Francesco D'Uva | Insieme per il futuro |

## Dati elettorali

### XVIII legislatura
Come previsto dalla legge elettorale, 232 deputati erano eletti con sistema a maggioranza relativa in altrettanti collegi uninominali a turno unico.
| Candidati              | Candidati                 | Voti    | %     | Liste                                | Voti    | %     |
| ---------------------- | ------------------------- | ------- | ----- | ------------------------------------ | ------- | ----- |
|                        | Francesco D'Uva ✔️ Eletto | 61 081  | 45,33 | Movimento 5 Stelle                   | 61 081  | 45,33 |
|                        | Matilde Siracusano        | 39 736  | 29,49 | Forza Italia                         | 27 066  | 20,09 |
| Lega                   | Matilde Siracusano        | 39 736  | 29,49 | 7 130                                | 5,29    |       |
| Fratelli d'Italia      | Matilde Siracusano        | 39 736  | 29,49 | 4 480                                | 3,32    |       |
| Noi con l'Italia - UDC | Matilde Siracusano        | 39 736  | 29,49 | 1 060                                | 0,79    |       |
|                        | Pietro Navarra            | 25 474  | 18,91 | Partito Democratico                  | 22 754  | 16,89 |
| +Europa                | Pietro Navarra            | 25 474  | 18,91 | 1 672                                | 1,24    |       |
| Civica Popolare        | Pietro Navarra            | 25 474  | 18,91 | 657                                  | 0,49    |       |
| Italia Europa Insieme  | Pietro Navarra            | 25 474  | 18,91 | 391                                  | 0,29    |       |
|                        | Gabriele Siracusano       | 4 849   | 3,60  | Liberi e Uguali                      | 4 849   | 3,60  |
|                        | Eleonora Pagano           | 1 092   | 0,81  | Il Popolo della Famiglia             | 1 092   | 0,81  |
|                        | Andrea Abbate             | 930     | 0,69  | Potere al Popolo!                    | 930     | 0,69  |
|                        | Daniele Schinardi         | 738     | 0,55  | CasaPound                            | 738     | 0,55  |
|                        | Amedeo De Francisci       | 385     | 0,29  | Italia agli Italiani                 | 385     | 0,29  |
|                        | Salvatore Vicario         | 345     | 0,26  | Partito Comunista                    | 345     | 0,26  |
|                        | Gaetano Antonazzo         | 113     | 0,08  | Lista del Popolo per la Costituzione | 113     | 0,08  |
| Totale                 | Totale                    | 134 743 | 100   |                                      | 134 743 | 100   |
|                        |                           |         |       |                                      |         |       |
| Voti non validi        | Voti non validi           | 4 715   | 3,38  |                                      |         |       |
| Votanti                | Votanti                   | 139 458 | 63,60 |                                      |         |       |
| Elettori               | Elettori                  | 219 277 |       |                                      |         |       |